# Lego Alpha Team
Pour le jeu vidéo, voir Lego Alpha Team (jeu vidéo).
Lego Alpha Team est une gamme du jeu de construction Lego, créée en 2001 puis supprimée en 2005. Elle est basée sur le jeu vidéo Lego Alpha Team.
On y suit les aventures d'un groupe d'agents secrets, l'équipe Alpha Team, qui doit combattre Ogel pour sauver le monde. Deux aventures principales se succèdent : une première se déroulant dans un univers océanique, nommée « Mission Deep Sea » et lancée en 2002, et une seconde dans un univers de glace, « Mission Deep Freeze », commercialisée de 2004 à 2005.